# Dina Abdul-Hamid
 (mai 2015).
Si vous disposez d'ouvrages ou d'articles de référence ou si vous connaissez des sites web de qualité traitant du thème abordé ici, merci de compléter l'article en donnant les références utiles à sa vérifiabilité et en les liant à la section « Notes et références ».
Titre
Reine de Jordanie
18 avril 1955 – 24 juin 1957
(2 ans, 2 mois et 6 jours)
La shérifa Dina bint Abdul-Hamid al-Aoun (en arabe : دينا بنت عبد الحميد ; née le 15 décembre 1929 au Caire (royaume d'Égypte) et morte le 21 août 2019 à Amman (Jordanie), est l'ancienne reine de Jordanie et la première épouse du roi Hussein de Jordanie.

## Biographie

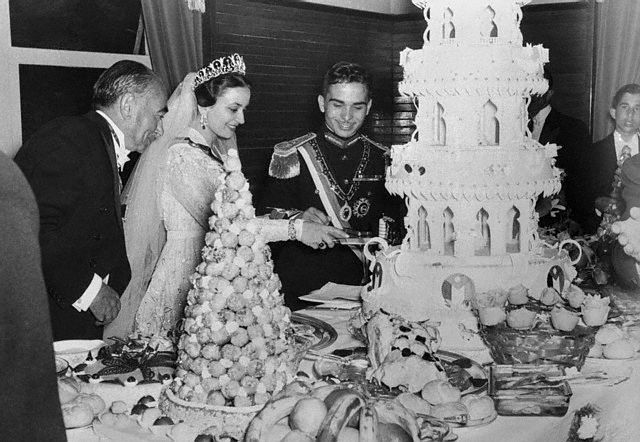
Mariage de Dina Abdul-Hamid et de Hussein de Jordanie le 18 avril 1955.

Dina Abdul-Hamid est diplômée de l'université de Cambridge et fut professeur de littérature anglaise à l'université du Caire
Elle et le  roi Hussein de Jordanie ont été mariés de 1955 à 1957. 
En 1970, elle se remarie avec un fonctionnaire de haut rang dans l'Organisation de libération de la Palestine. 

### Famille
Dina Abdul-Hamid est la mère de la princesse Alia, la fille aînée du roi Hussein de Jordanie.